# Gheorghe Druță
Gheorghe Druță (n. 22 mai 1881 — d. secolul al XX-lea, după 1941) a fost un institutor, director al „Casei Învățătorului” din Chișinău, și membru al Sfatului Țării.

## Biografie
Absolvent al școlii normale din Cetatea Albă și doi ani Facultatea de Teologie din Chișinău; școala militară din Vilna, sub dominația rusă. Fost învățător-director 1902—1918; luptător ardent pentru școala națională romană sub ruși; corespondent la prima gazetă românească „Basarabia” în 1906—1907; artist și conducător de cor românesc la teatrul pentru moldoveni din Băcioi și Ialoveni — Lăpușna.
În războiul pentru întregire a luptat pe frontul românesc, în Dobrogea și pe Siret, în Statul major al corpului de armată 47 rus; delegat la congresul ostășesc Chișinău 1917; deputat în „Sfatul Țării”; însărcinat cu naționalizarea școlilor în 1917—1918. A votat unirea necondiționată din Noiembrie 1918.
După unire a fost revizor școlar la Orhei și Lăpușna; director școlar la Chișinău și membru în Comitetul de conducere al „Astrei Basarabiei”, apoi F.C.R. „Principele Carol”. Membru în consiliile parohiale; secretar în organizația vechilor luptători naționali; vice-președinte la ofițerii din armata moldovenească.
A publicat articole în revista „Școala Basarabeană” și gazeta „Viața Basarabiei”, a tipărit harta județului Lăpușna. 
Decorații: „Răsplata Muncii”.
Anchetatorii de la NKVD-ul din Moldova, la 6 noiembrie 1940, i-au deschis dosar sub nr.1910, pretextând că vinovăția lui se potrivește cu articolul 54-13 din CP al RSSUc. În 1941 interimarul vice-procurorului RSSM Bitâi decide că materialele dosarului lui Gheorghe Druță trebuie prezentate consfătuirii speciale, care prin extrasul din procesul verbal nr. 50 l-a calificat pe Gheorghe Druță drept element social periculos și l-a condamnat la opt ani de lagăr siberian. Date concrete din viața de mai departe nu se cunosc.